# 雅谷·乌达玛
雅谷·乌达玛（1931年9月27日—2020年9月9日），印度尼西亚教师、记者和商人，罗盘报集团创始人之一。他曾担任印度尼西亚记者协会中心理事的辅导、东南亚国家联盟记者联盟的顾问。他于1973年获得加查马达大学传播学荣誉博士学位和蘇哈托总统颁发的三等英雄兒女勳章。
雅谷·乌达玛于2020年9月9日在雅加达北区椰风新村的一家医院去世。次日，政府举行国葬将其安葬于卡利巴达国家英雄陵园。